# Brachihatschekia lolbulata
Brachihatschekia lolbulata is een eenoogkreeftjessoort uit de familie van de Hatschekiidae. De wetenschappelijke naam van de soort is voor het eerst geldig gepubliceerd in 1989 door Castro-Romero & Baeza-Kuroki.